# 四大寇

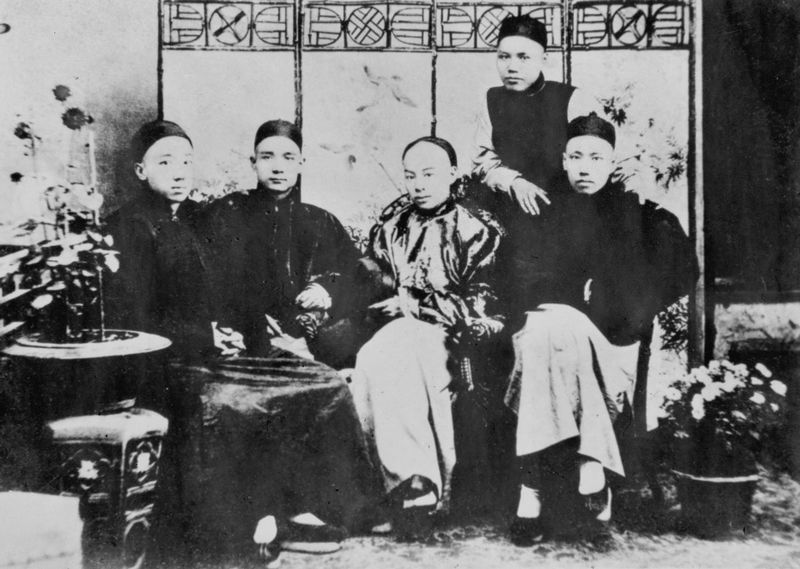
四大寇。前排左起：楊鶴齡、孫中山、陳少白、尢列。後立者為關景良（並不是四大寇之一）。

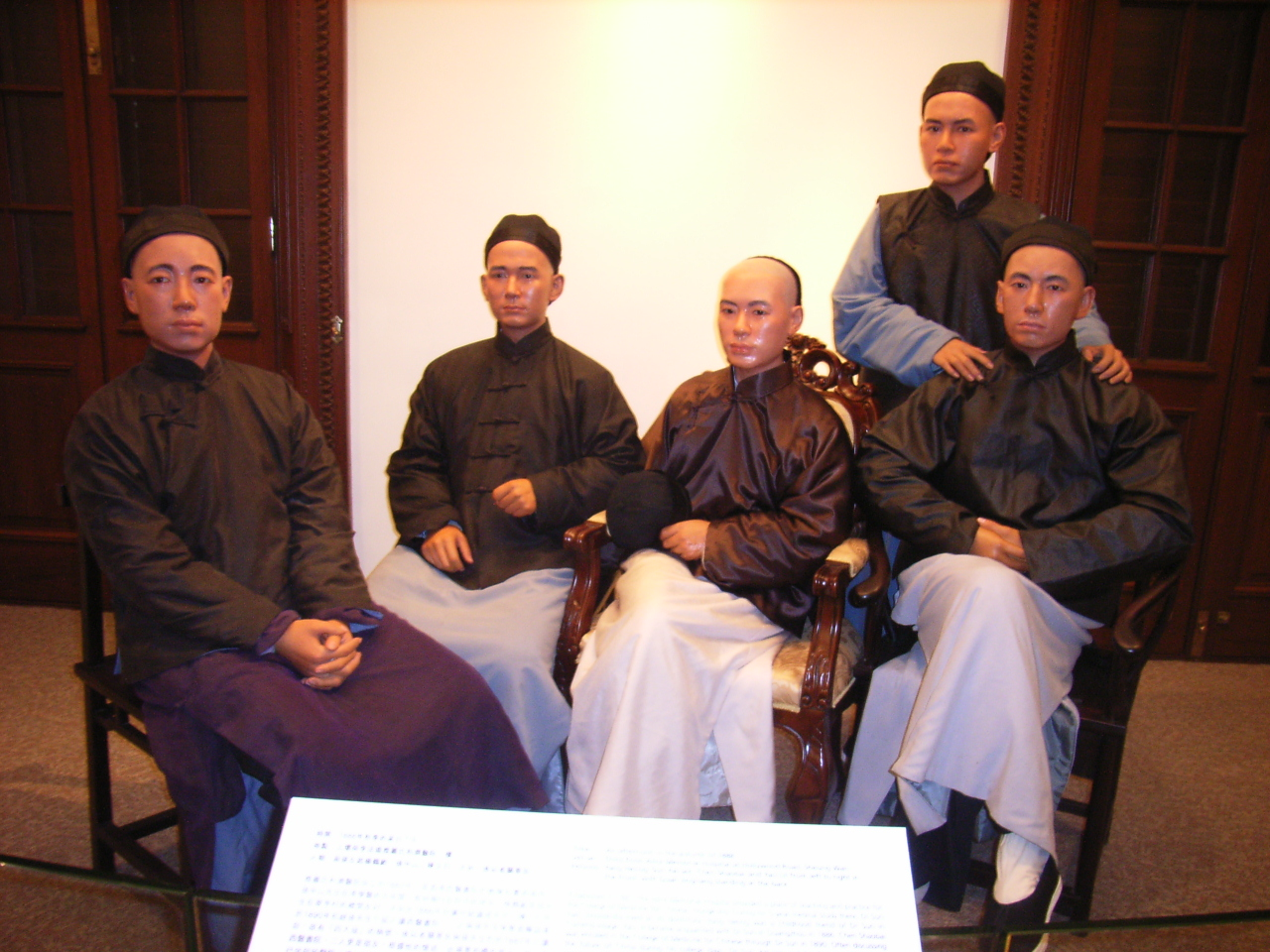
香港孫中山紀念館內仿照上圖製作的四大寇塑像

四大寇，是清末民初革命家孫中山（1866年－1925年）、陳少白（1869年－1934年）、尢列（1866年－1936年）、楊鶴齡（1868年－1934年）四人的稱號。

## 由來
楊鶴齡家先在澳門做生意有成，在港島成立楊耀記商店，「嘗在店內獨闢一樓，為友朋聚集談話之所。……孫、陳、尢、楊四人每日在楊耀記高談造反覆滿，興高采烈，時人咸以四大寇稱之。」:8-9就讀香港西醫書院五年間，孫每於學課餘暇，皆致力於革命之鼓吹，常往來於香港、澳門之間；當時在香港只陳少白、尢列、楊鶴齡三人，而上海歸客則陸皓東而已，與陳、尢、楊三人常住香港，聽夕往還，談革命之言論，懷革命之思想，研究革命之問題。四大寇聚談之楊耀記，「同志鄭士良、陸皓東等來往廣州、上海過港時，亦常下榻其間，故該店可稱革命黨人最初之政談俱樂部。」:2孫、陳少白、尢列、楊鶴齡相依甚密，「聽夕往還，所談者莫不為革命之言論，所懷者莫不為革命之思想，所研究者莫不為革命之問題。四人相依甚密，非談革命則無以為歡，數年如一日。故港澳間之戚友交遊，皆呼予等為『四大寇』」。
1890年1月，孫介紹陳少白入讀香港西醫書院:6。陳少白在〈四大寇名稱之由來〉稱：「每遇休暇，四人輒聚楊室暢談革命，慕洪秀全之為人。又以成者為王，敗者為寇，洪秀全未成而敗，清人目之為寇，而四人之志，猶洪秀全也，因笑自謂我儕四人，其亦清廷之大寇乎，其名由是起，蓋有慨乎言之也。時孫先生等尚在香港醫學堂肄業，而時人亦以稱之，實則縱談之四大寇，固非盡從事於真正之革命也。而乙未年廣州之役，楊與尤皆不與焉」:418-419。孫以洪秀全自況：「勿敬朝廷」，自稱「革命言論之時代」:42。同年孫上書鄭藻如，主張仿效西方社會改革:362，建議禁煙及改良農業和教育等:6。孫課餘常往來廣州、澳門等，言論反清:362。12月30日，孫陪康德黎夫婦往廣州痲瘋村研究痲瘋病:6。
1891年3月27日，孫與40多名香港道濟會堂年輕教友組織教友少年會:6。夏，孫在第四學年期終考試中，名列全級第一名:362。孫同鄭觀應商討「改革時政」，鄭在《盛世危言》中稱道過「吾邑孫翠溪西醫」:43。孫又結識招商局職員、後來「輔仁文社」社長楊衢雲，不斷交流愛國圖強見解:362。孫課餘曾撰文鼓吹政治改革，投稿於香港、上港報刊:362。
1893年7月，孫在澳門議事亭前地十六A號開設「孫醫館」:6。7月29日，其澳門中西藥局開業:6。中文廣告〈春滿鏡湖〉刊登於1893年9月26日葡文《澳門回聲》稱：「大國手孫逸仙先生，我華人而業西醫者也。性情和厚，學識精明。向從英美名師游，洞窺秘奧。現在鏡湖醫院贈醫數月，甚著功效。但每日除贈醫外，尚有診症餘閒在。先生原不欲酌定醫金，過為計較。然而稱情致送，義所應然。今我同人，為之釐訂規條，著明刻候，每日由十點鐘起至十二點鐘止，在鏡湖醫院贈醫，不受分文，以惠貧乏。復由一點鐘至三點鐘止，在寫字樓候診。三點鐘以後，出門就診。其所訂醫金，俱係減贈。他如未訂各款，要必審視其人其症，不事奢求，務祈相與有成，俾盡利物濟人之初志而已。……」:428-429孫行醫於澳門、廣州:2936。
民國十年（西元1921年），孫中山建立廣州軍政府時，常與白、列、鶴齡三人在廣州觀音山（今越秀山）文瀾閣會面；孫中山亦修治文瀾閣並題曰「四寇樓」，以誌昔日在楊耀記時的生活。

## 图片

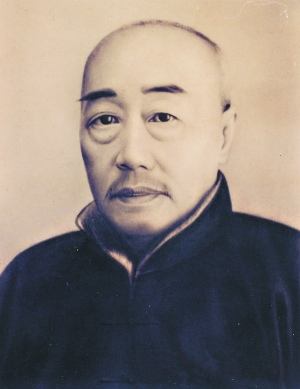
楊鶴齡
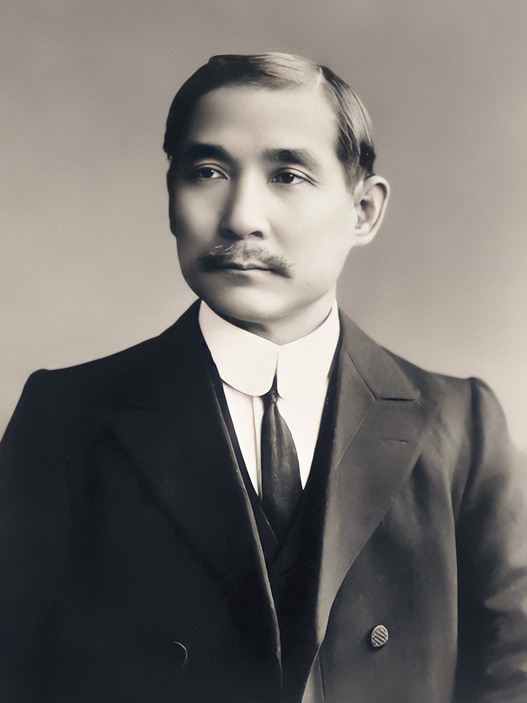
孫中山
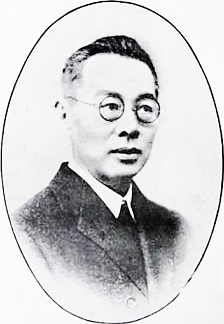
陳少白
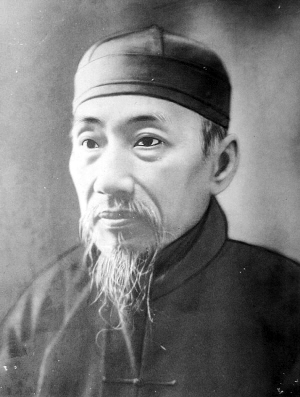
尢列

## 其他
三国和宋代时也有四大寇之说。三国时西凉军董卓势力衍生出来的四位军阀：李傕、郭汜、张济、樊稠。《水浒传》中北宋末年的农民起义领袖：山东宋江、江南方腊、淮西王庆、河北田虎。